# Gudrun Sailer (Journalistin)
Gudrun Sailer (* 3. September 1970 in St. Pölten, Niederösterreich) ist eine österreichische Vatikan-Journalistin, Autorin und TV-Moderatorin.

## Leben
Gudrun Sailer studierte ab 1988 in Wien, Innsbruck, Klagenfurt und Sevilla Vergleichende Literaturwissenschaft, Spanisch, Französisch und Philosophie. Den Magister-Abschluss erlangte sie im März 1995 an der Universität Wien mit einer Arbeit über Friedrich Nietzsche, André Gide und Pío Baroja.
Eine zweijährige journalistische Ausbildung erhielt Gudrun Sailer bei der Austria Presse Agentur in Wien. Nach ihrem Wechsel zum Radio wirkte sie nacheinander beim Kultursender Ö1 in Wien, bei Life Radio in Linz als Chefin vom Dienst, als Kulturressortleiterin beim damaligen Berliner Informationssender Hundert,6 sowie beim Deutschlandfunk.
2003 wurde Sailer Redakteurin im deutschsprachigen Dienst von Radio Vatikan in Rom, das nunmehr unter den Namen Vatican News firmiert. Seit 2010 gehört sie darüber hinaus dem Redaktionsteam der Zeitschrift „Gemeinsam Glauben“ an, die im Verlag Herder erscheint, und seit 2014 schreibt sie eine Kolumne für das offizielle Portal der katholischen Kirche in Deutschland katholisch.de.
Von 2010 bis 2013 moderierte sie das Stationen.Magazin im Bayerischen Fernsehen BR. Bei herausragenden Vatikan-Ereignissen wie den Papstwahlen von 2005 und 2013 oder der Trauerfeier für Benedikt XVI. wirkte Gudrun Sailer als TV-Gastkommentatorin. Sie trat auch mit Publikationen über Frauen im Vatikan hervor, besonders über die deutsch-jüdische Archäologin Hermine Speier, die 1934 als eine der ersten Frauen im Vatikan eine Stelle erhielt.
Gudrun Sailer ist Gründungsmitglied des Vereins der Frauen im Vatikan D.VA sowie Mitglied des Römischen Instituts der Görres-Gesellschaft. Sie lebt mit ihrer Familie in Rom und in Wien.

## Werke
- Ich wünsche euch ein Wachsen. Johannes Paul II. Styria, Wien 2005, ISBN 978-3-222-13187-5.
- Frauen im Vatikan. Begegnungen, Porträts, Bilder.[3] 3. Auflage, St. Benno, Leipzig 2008, ISBN 978-3-7462-2182-3.
- Vatikan. Der christliche Reiseführer. St. Benno 2009, ISBN 978-3-402-13079-7
- Worte zum Leben. Benedikt XVI. Zusammen mit Burkhard Menke, Stefan v. Kempis. Herder 2011, ISBN 978-3-451-33781-9
- Monsignorina. Die deutsche Jüdin Hermine Speier im Vatikan.[4] Aschendorff 2014, ISBN 978-3-402-13079-7
- Keine Kirche ohne Frauen. Papst Franziskus. Katholisches Bibelwerk 2016, ISBN 978-3-460-32152-6